# Taima
Taima (em árabe: تيماء; romaniz.: Tayma) ou Tema é um grande oásis com uma longa história de ocupações, localizado no noroeste da Arábia Saudita, onde a rota comercial entre Medina e Dumá (Jaufe) começa a cruzar o deserto de Nefude.
Taima se localiza 264 Km ao sudeste da cidade de Tabuque e 400 Km ao norte de Medina. Se localiza na parte ocidental do deserto de Nefude

## Importância histórica

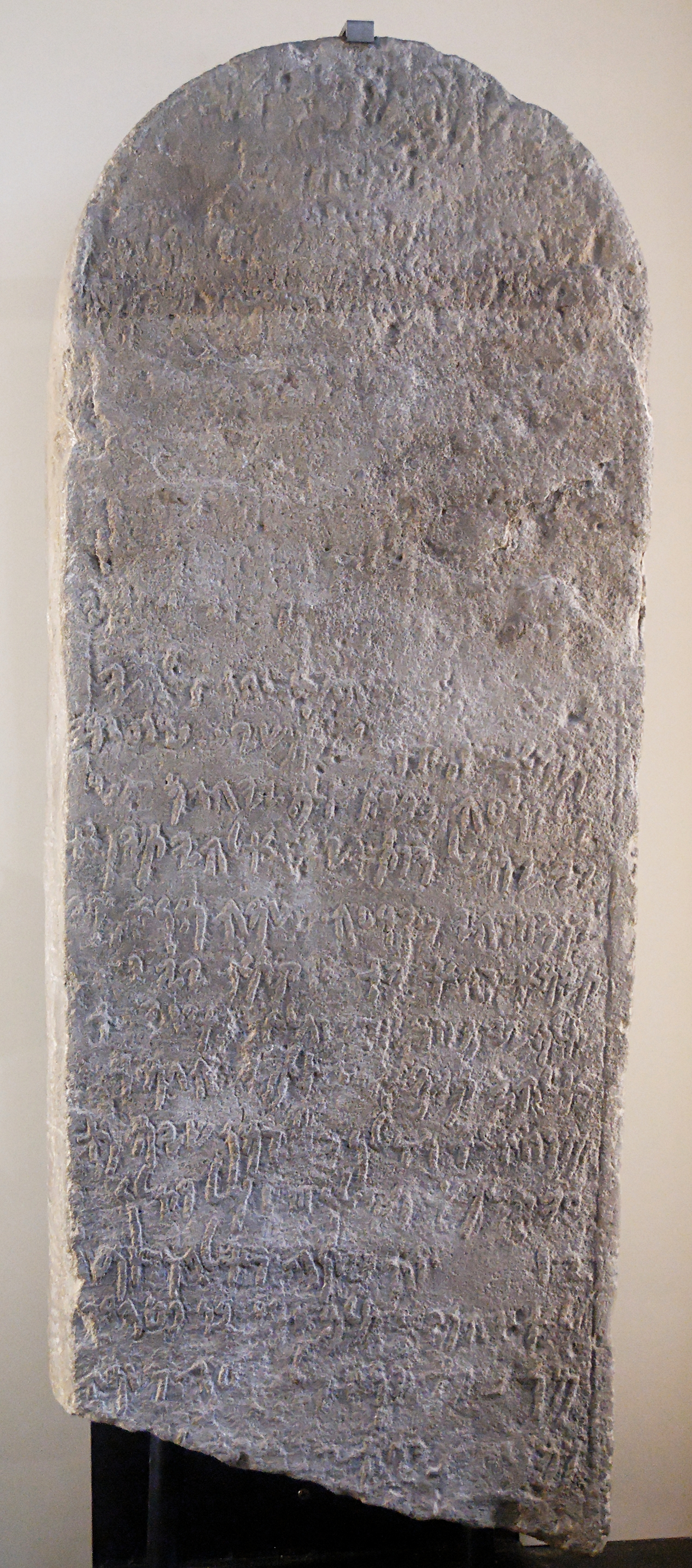
Escrituras em aramaico encontradas em Taima, no século VI a.C.

A importância histórica de Taima parte de três pontos principais:
- A existência de um oásis que atraia pessoas e animais;
- Sua localização servia como passagem comercial.
- A residência do rei babilônico Nabonido, no século VI a.C..[1]

1. ↑  «Tayma - Arabian Rock Art Heritage» (em inglês). Consultado em 8 de março de 2020